# كريستيان لارسن
كريستيان لارسن (بالدنماركية: Christian Larsen)‏ (12 سبتمبر 1947 بآلبورغ في الدنمارك - ) هو ملاكم دانمركي. شارك في الألعاب الأولمبية الصيفية 1968.

## روابط خارجية
- كريستيان لارسن على موقع أوليمبيديا (الإنجليزية)